# Họa mi nhỏ
Timalia pileata là một loài chim thuộc chi đơn loài Timalia trong họ Timaliidae. Chúng thường được tìm thấy ở Ấn Độ, Bangladesh, Campuchia, Indonésia, Lào, Myanmar, Népal, Thái Lan và Việt Nam.

## Phân loài
- Timalia pileata pileata Horsfield, 1821
- Timalia pileata bengalensis Godwin-Austen, 1872
- Timalia pileata smithi Deignan, 1955
- Timalia pileata intermedia Kinnear, 1924
- Timalia pileata patriciae Deignan, 1955
- Timalia pileata dictator Kinnear, 1930